# Машаково
Машаково — деревня в Тутаевском районе Ярославской области России. 
В рамках организации местного самоуправления входит в Левобережное сельское поселение, в рамках административно-территориального устройства — в Родионовский сельский округ.

## География
Расположена в 17 километрах к востоку (по прямой) от центра города Тутаева.

## Население
| 1859 | 2002 | 2007 | 2010 |
| ---- | ---- | ---- | ---- |
| 143  | ↘141 | ↗159 | ↘135 |

Согласно результатам переписи 2002 года, в национальной структуре населения русские составляли 99 % от всех жителей.